# Мизиново (Московская область)
Мизиново — деревня в городском округе Лосино-Петровский Московской области России.

## География
Находится недалеко от впадения речки Любосеевки в Ворю.
Ближайшие населённые пункты — деревня Громково Богородского городского округа на противоположном берегу Вори и посёлок Медное-Власово.
В Мизиново находятся улицы Берёзовая Аллея, Гагарина, Заречная, Колхозная, Молодёжная, Набережная, Новая, Речная, Советская, Центральная и Школьная, к ней приписано два садоводческих товарищества (СНТ).
До Мизиново можно добраться на автобусе № 429 «Москва, м. Щёлковская — совхоз „Орловский“».

## Население
| 1852  | 1859 | 1869 | 1886 | 1926 | 2002  | 2006  |
| ----- | ---- | ---- | ---- | ---- | ----- | ----- |
| 320   | ↗326 | ↗374 | ↘161 | ↗529 | ↗1132 | ↗1194 |
| 2010  |      |      |      |      |       |       |
| ↗1220 |      |      |      |      |       |       |

## История

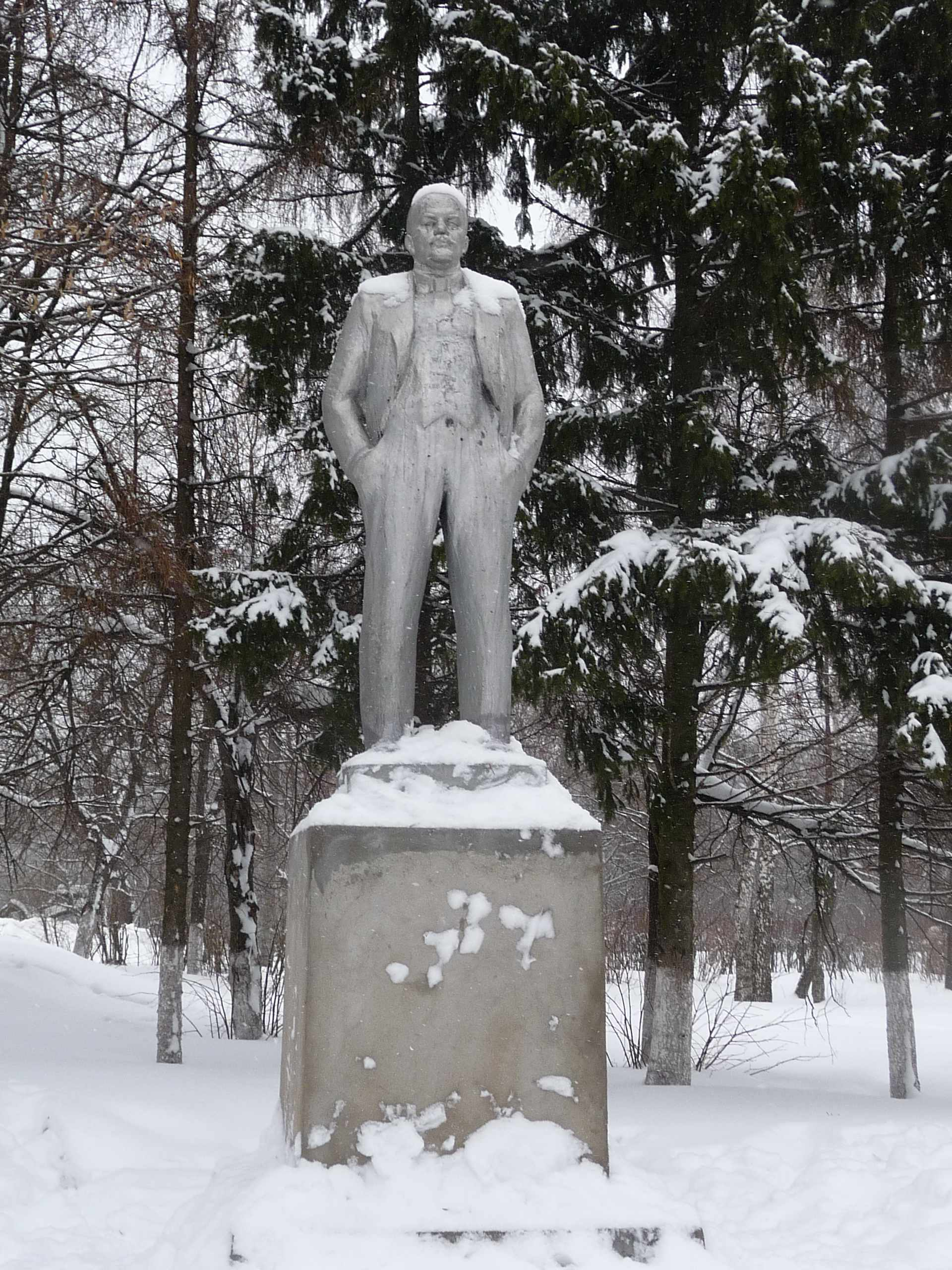
Памятник Ленину в Мизиново

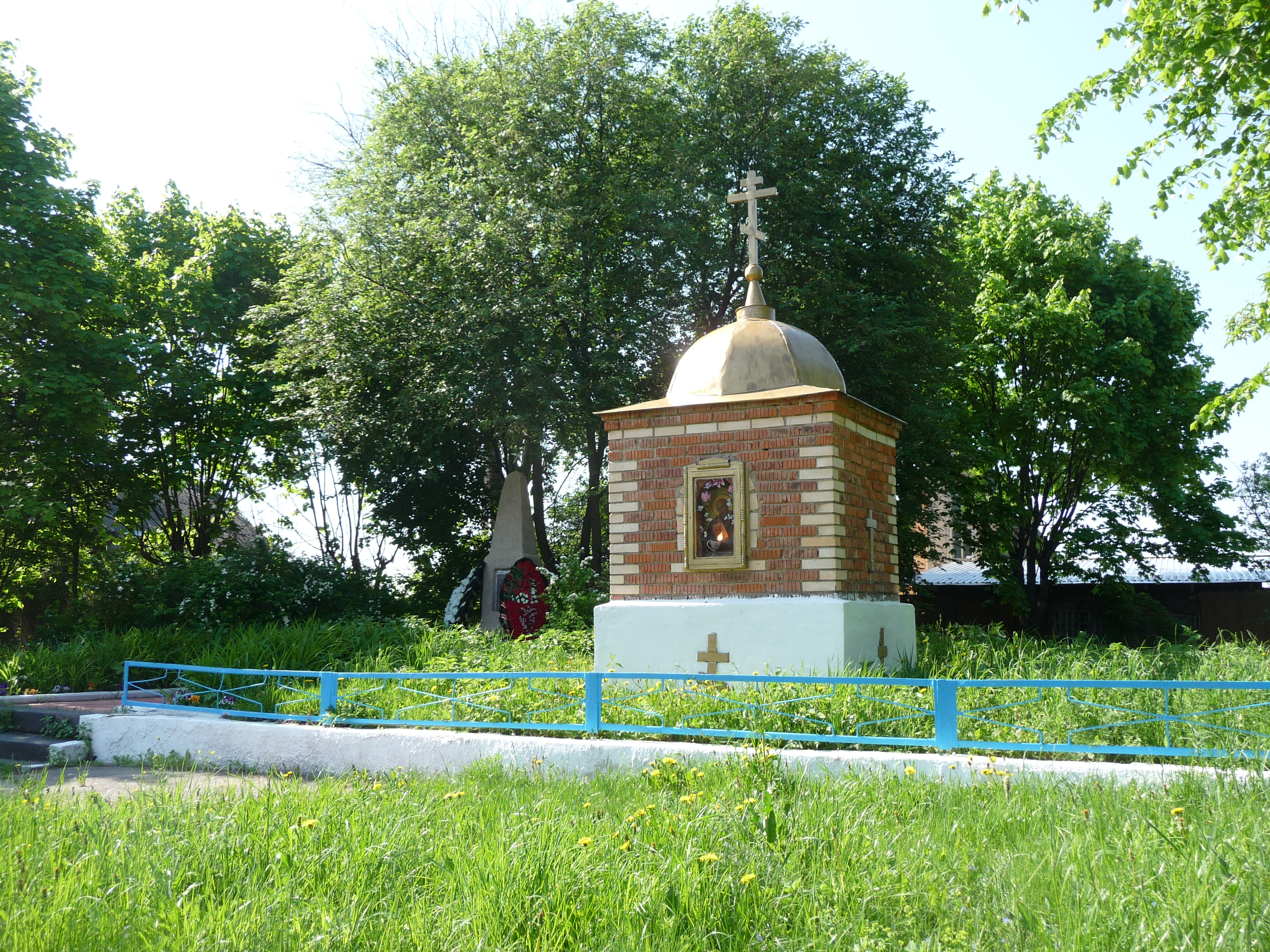
Современная часовня в Мизиново

Возраст деревни — более шести веков. Историки относят именно к этому селению древнее село «Мосейково на Усть-Любосивле», упомянутое героем Куликовской битвы, князем Владимиром Храбрым, двоюродным братом Дмитрия Донского в своём завещании 1401—1402 годов. Подтверждение мы находим и в переписных книгах 1576—1578 годов — Мосейково упомянуто в Кошелевом стане как пустошь Мосеевская, а в 1623 г. как населённое сельцо Мизиново трёх владельцев (Г. Н. Измайлова и князей А. М. Львова и Г. В. Тюфякина).
В нём тогда было «2 двора помещиковых, да 2 двора людских с деловыми людьми, 6 дворов крестьянских и 2 двора бобыльских, в них 6 человек».
Стояло оно на Стромынской дороге. Здесь дорога сворачивала на брод через Ворю и шла на север к Стромынскому монастырю и Киржачу и далее в земли бывшего стольного Владимирского княжества. Позднее здесь был поставлен и мост.
Краевед А. Н. Мельников, написавший несколько очерков о Мизинове, считает, что в древние времена через Мизиново по Воре проходил и старинный речной путь на Верхнюю Волгу. От Клязьмы поднимались по Воре, затем по Торгоше мимо Троице-Сергиева монастыря. С верховий Торгоши переходили волоком на реку Кунью, приток Дубны, и по Дубне спускались в Волгу.
В 1706—1708 гг. сельцо куплено дьяком Михаилом Григорьевичем Гуляевым. При нём в 1710—1712 гг. была построена и освящена каменная церковь во имя Иоанна Богослова, отчего и Мизиново стало зваться селом и получило новое название — Богородское Мизиново тож.
В 1733 г. оно было продано уже следующими владельцами Якову Вилимовичу Брюсу, знаменитому генералу Петра I, расширявшему свои владения в Глинках, и было потом долгие годы в роду у Брюсов.

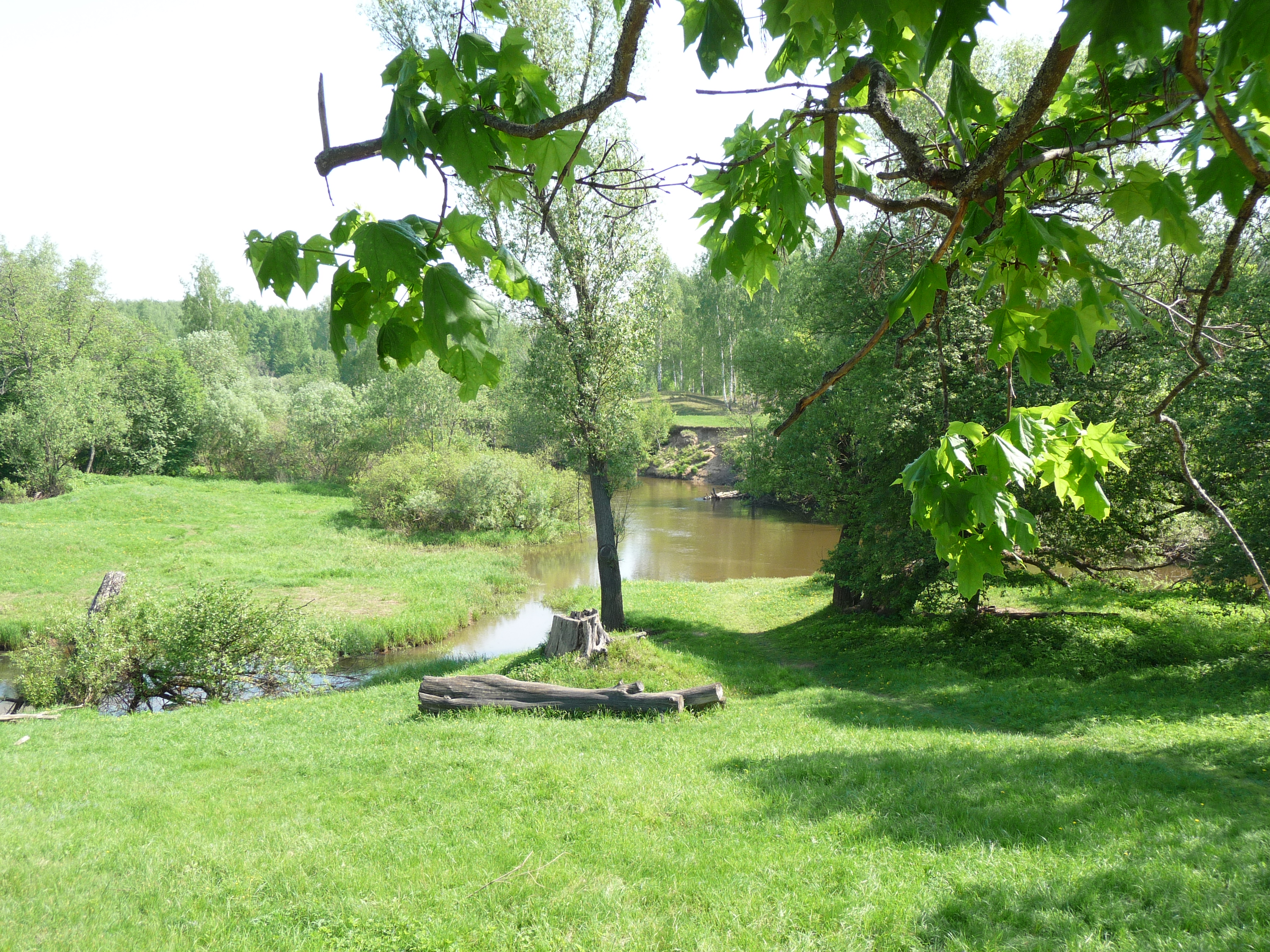
«Усть-Любосивль» — место впадения Любосеевки (слева) в Ворю

В 1753 г. племянник Якова Брюса разобрал церковь, и Мизиново стало сельцом.
Работали большинство крестьян сельца в Авдотьине на шелковых фабриках купцов Соловьёвых и на своих домашних станах. Небольшие фабрички-светелки были и в самом сельце от раздаточной конторы А. С. Белкина в Дядькино.
В середине XIX века деревня Мизиново относилась ко 2-му стану Богородского уезда Московской губернии и принадлежала коллежскому асессору Михаилу Васильевичу Гурьеву. В деревне было 35 дворов, крестьян 147 душ мужского пола и 173 души женского.
В «Списке населённых мест» 1862 года — владельческая деревня 2-го стана Богородского уезда Московской губернии на Стромынском тракте (из Москвы в Киржач), в 20 верстах от уездного города и 8 верстах от становой квартиры, при реке Воре, с 50 дворами, 326 жителями (162 мужчины, 164 женщины) и заводом.
По данным на 1869 год — деревня Гребеневской волости 3-го стана Богородского уезда с 56 дворами, 61 деревянным домом, кузницей, двумя лавками, питейным домом и двумя постоялыми дворами и 374 жителями (189 мужчин, 185 женщин), из них 14 грамотных мужчин. Имелось 39 лошадей, 51 единиц рогатого скота и 17 единиц мелкого, земли было 352 десятины, в том числе 216 десятин пахотной.
В 1886 году — 32 двора, 161 житель, 2 лавки и шелковая фабрика.
В 1913 году — 75 дворов и земское училище.
По материалам Всесоюзной переписи населения 1926 года — деревня, центр Мизиновского сельсовета Щёлковской волости Московского уезда в 7 км от Анискинского шоссе и в 14 км от станции Щёлково Северной железной дороги, проживало 529 жителей (257 мужчин, 272 женщины), насчитывалось 103 хозяйства (81 крестьянское), имелась школа 1-й ступени.
После 1956 года построен новый мост через Ворю ниже по течению, по которому прошла (в стороне от деревни) дорога на Черноголовку.

### Административно-территориальная принадлежность
12 июля 1929 — 14 июня 1954 года — деревня Мизиновского сельсовета Щёлковского района Московской области.
14 июня 1954 — 3 июня 1959, 18 августа 1960 — 1 февраля 1963, 11 января 1965 — 3 февраля 1994 года — деревня Анискинского сельсовета Щёлковского района Московской области.
3 июня 1959 — 18 августа 1960 года — деревня Анискинского сельсовета Балашихинского района Московской области.
1 февраля 1963 — 11 января 1965 года — деревня Анискинского сельсовета Мытищинского укрупнённого сельского района Московской области.
С 3 февраля  1994 по 29 ноября 2006 года — деревня Анискинского сельского округа Щёлковского района Московской области.
С 29 ноября 2006 по 28 июня 2018 года — деревня Щёлковского района Московской области.
С 28 июня 2018 года — деревня города Лосино-Петровский Московской области.

### Муниципальная принадлежность
С 28 февраля 2005 по 23 мая 2018 года — деревня Анискинского сельского поселения Щёлковского района.
С 23 мая 2018 года — деревня городского округа Лосино-Петровский Московской области.

## Сельскохозяйственное предприятие «Орловское»

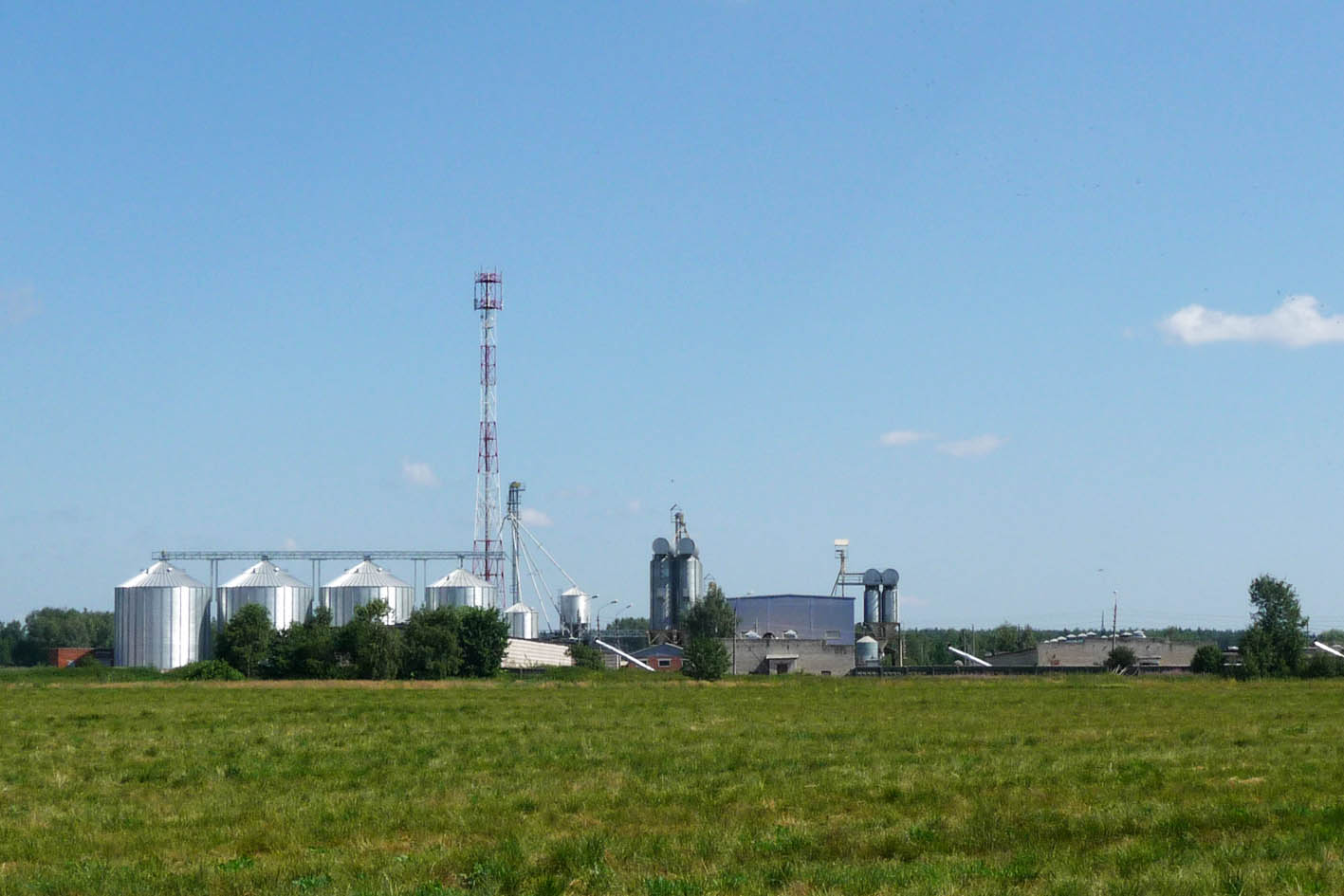
Сельскохозяйственное предприятие «Орловское» Минобороны России в Мизиново

17 апреля 1967 года приказом заместителя министра обороны маршала И. Х. Баграмяна с целью снабжения Звёздного городка и других военных частей свежей продукцией, на землях, прилегающих к Мизиново, создаётся военный совхоз № 14. Позже совхоз был преобразован в Унитарное сельскохозяйственное предприятие УСХ Минобороны России «Орловское» и территориально отнесён к Мизиново.
Претерпев несколько преобразований, сельхозпредприятие утратило статус военного совхоза и перешло в частные руки.